# Lloque Yupanqui
Pour les articles homonymes, voir Yupanqui.
Lloque Yupanqui (du quechua Lluq’i Yupanki) est le troisième souverain inca du royaume de Cuzco. Son existence est semi-légendaire, comme celle des sept premiers rois incas. Son nom, Lloque, vient peut-être du quechua lluq'i : "gaucher".
Selon le courant historiographique en faveur d'une organisation diarchique de l'histoire inca, il co-règne avec le souverain Viracocha Inca.

## Notes et références

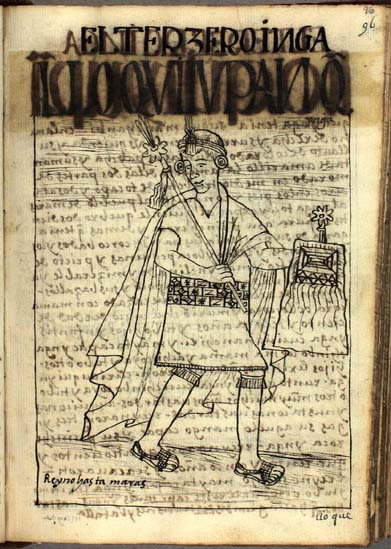
Le troisième Inca : Lloque Yupanqui, dessin de Felipe Guaman Poma de Ayala dans Nueva crónica y buen gobierno (1615).